# Eugenia shookii
Eugenia shookii är en myrtenväxtart som beskrevs av Cyrus Longworth Lundell. Eugenia shookii ingår i släktet Eugenia och familjen myrtenväxter.
Artens utbredningsområde är Guatemala. Inga underarter finns listade i Catalogue of Life.